# Matyášové ze Sudetu
Matyášové ze Sudetu byla jihočeská patricijská rodina, posléze nobilitovaná. Rod je známý od 14. století; od roku 1558 jim náležel přídomek „ze Sudetu“. Příslušníci rodu žili převážně v jižních Čechách, především Českých Budějovicích.
Velká část členů sympatizovala s luterstvím.

## Historie rodu
Nejstarší známý člen rozvětvené nobilitované rodiny Matyášů ze Sudetu, Jeroným Matyáš († asi 1532), se řadil k úspěšným českobudějovickým kupcům a 1468–1523 byl opakovaně přísežným kramářského cechu. Vlastnictví domu na Rynku a sladovny jej řadilo mezi zámožné měšťany. V otcově živnosti pokračoval Kašpar Matyáš (1505–1554), který dále rozmnožil rodinný majetek a 1545 koupil další výstavný dům na náměstí. Z jeho čtyř synů působil od 1573 Zachariáš († 1594) jako solní úředník v Týně nad Vltavou a ve Vodňanech. Druhý syn Mikuláš († asi 1607) na sebe upozornil kritikou českobudějovické městské rady. Jonáš († 1592) se měl stát právníkem, a proto 1563 pobýval v doprovodu strýce Šimona Proxena ze Sudetu (asi 1532–1575) v Paříži, ale ze studií sešlo. Po návratu provozoval v rodném městě kramářství. Měl dům na Rynku, obchodoval obilím, rybami, byl hostinským a podílel se na těžbě stříbra. Přesto zemřel zatížen mnoha dluhy. Poslední z Kašparových synů Daniel Matyáš studoval na univerzitě v Praze, kde 1555 dosáhl titulu bakaláře. U příležitosti jeho sňatku byl v roce 1565 vytištěn v Praze sborníček latinských příležitostných básní Carmina nuptialia. V roce 1558 získal dědičně erb s predikátem ze Sudetu, jenž se vztahoval i na ostatní členy rozvětvené rodiny. Opakovaně zasedal v městské radě, než se s městem rozešel pro spory o dědictví po manželce Kateřině († 1563) a pro náboženské rozdíly, neboť stejně jako jeho příbuzní i on sympatizoval s luteránstvím. V roce 1572 koupil ves Vztuhy a rozšířil o ně svůj přídomek; 1582 a 1590 přikoupil Ortvínovice od J. Ekharta z Urtvínovic. Na sněmu 1589 byl přijat do rytířského stavu. Zbytek života dožil ve Vztuhách, pochován byl v luterském kostele v Rudolfově. Proslulosti se těšil rovněž Danielův synovec Jan Matyáš († po 1617). V období 1588–1600 byl postupně zapsán na několika univerzitách (mj. v Lipsku, Ingolstadtu, Heidelbergu a v Padově), 1611–1617 působil jako profesor práv na pražské univerzitě. Od 1595 užíval predikát ze Sudetu. Po 1617, kdy opustil bez rektorova souhlasu univerzitu, veškeré zmínky o něm mizí. Mimo České Budějovice žili další příslušníci rodiny Matyášů ve Vodňanech, Soběslavi a Táboře, ale žádný z nich nedosáhl společenského významu starších členů rodu.

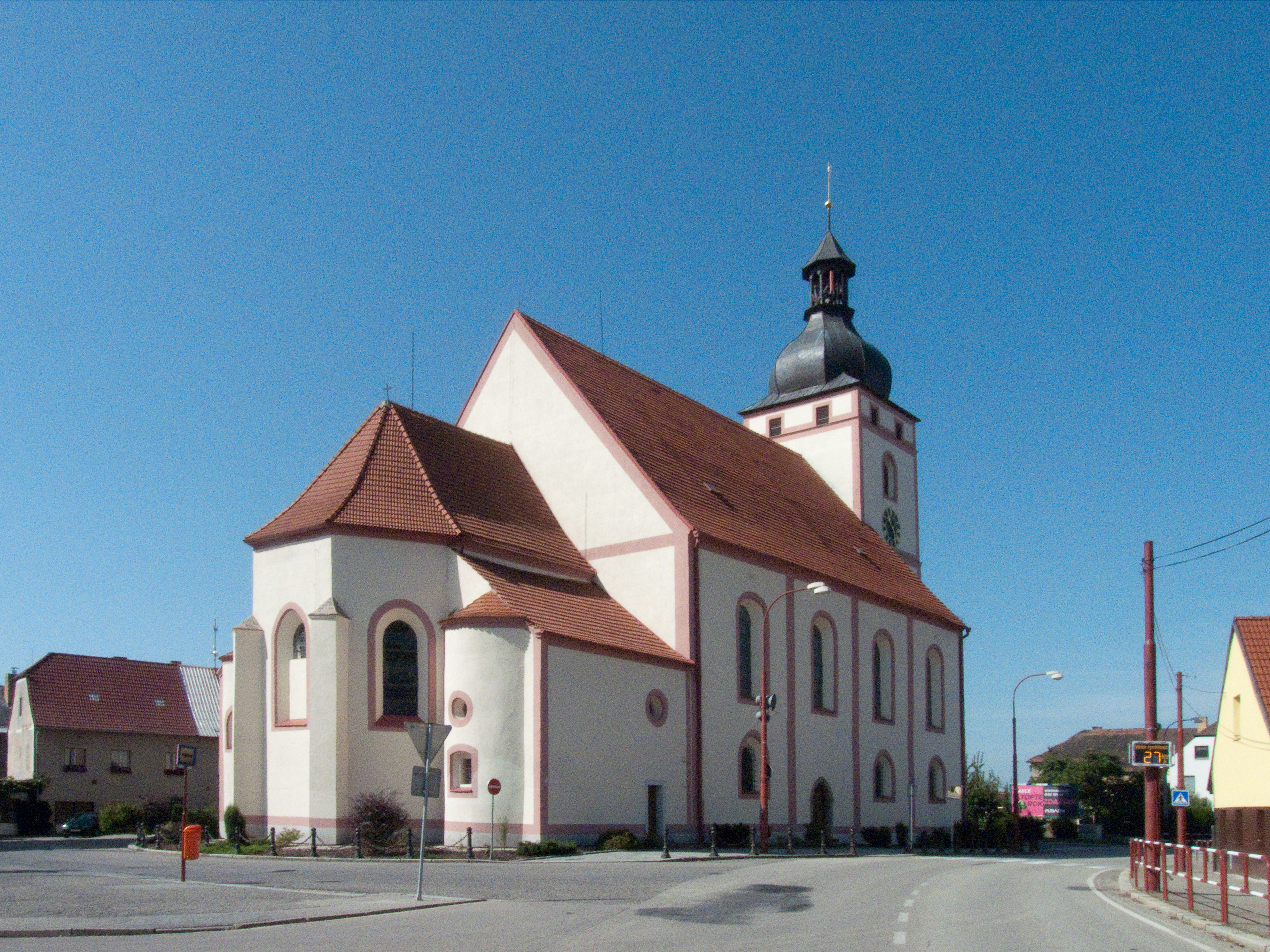
Bývalý luterský kostel v Rudolfově – místo posledního odpočinku Daniela Matyáše ze Sudetu

Z Českých Budějovic se do Zhořelce v Horní Lužici roku 1624 pro náboženství vystěhovala sestra Erazima Matyáše ze Sudetu na Vztuhách, jejím manželem byl Krištof Wieser z Aichu. Z tohoto českobudějovického rodu odešli do exilu také bratři Albrecht a Jan Matyášové ze Sudetu, jak se o nich ve své závěti v roce 1638 zmiňuje jejich bratr Kašpar Matyáš.